# تقوى (إسلام)
التقوى في الدين الإسلامي سفينة النجاة يوم القيامة وهي التزام طاعة الله وطاعة رسوله، وهي اتباع نهج النبي محمد وسيرته بالتزام ما فرضه الله واجتناب ما حرم، وجاء في القرآن: ﴿إِنَّ أَكْرَمَكُمْ عِنْدَ اللَّهِ أَتْقَاكُمْ﴾ [الحجرات:13] ويقول الرسول: «إن أولى الناس يلتقون بي يوم القيامة هم المتقون من كانوا وحيث كانوا». في العقيدة الإسلامية الله يكرم عباده المتقين عند الحشر وفي مواقف القيامة، فهم لا يخافون عندما يخاف الناس ولا يحزنون عندما يحزن الناس فهم يحشرون وهم لابسون راكبون طاعمون يأتيهم رزقهم من خالقهم ومالكهم، يقول الله: ﴿يَوْمَ نَحْشُرُ الْمُتَّقِينَ إِلَى الرَّحْمَنِ وَفْدًا ۝٨٥﴾ [مريم:85]. ويقول أيضًا: ﴿أَلَا إِنَّ أَوْلِيَاءَ اللَّهِ لَا خَوْفٌ عَلَيْهِمْ وَلَا هُمْ يَحْزَنُونَ ۝٦٢ الَّذِينَ آمَنُوا وَكَانُوا يَتَّقُونَ ۝٦٣ لَهُمُ الْبُشْرَى فِي الْحَيَاةِ الدُّنْيَا وَفِي الْآخِرَةِ﴾ [يونس:62–64]. وبالتقوى ينجو الإنسان من الشدائد، وتزول الشبهات، ويجعل الله له من كل هم فرجًا، ومن كل ضيق مخرجًا، وييسر له الرزق من حيث لا يحتسب، يقول سبحانه: ﴿وَمَنْ يَتَّقِ اللَّهَ يَجْعَلْ لَهُ مَخْرَجًا ۝٢ وَيَرْزُقْهُ مِنْ حَيْثُ لَا يَحْتَسِبُ﴾ [الطلاق:2–3] ﴿وَمَنْ يَتَّقِ اللَّهَ يَجْعَلْ لَهُ مِنْ أَمْرِهِ يُسْرًا ۝٤﴾ [الطلاق:4]﴿وَمَنْ يَتَّقِ اللَّهَ يُكَفِّرْ عَنْهُ سَيِّئَاتِهِ وَيُعْظِمْ لَهُ أَجْرًا ۝٥﴾ [الطلاق:5].

## تعريف التقوى
التقوى لغة: هي الاسم من اتقى، والمصدر: الاتقاء، وكلاهما الاسم والمصدر مأخوذ من مادة وقى، والوقاية: حفظ الشيء مما يؤذيه ويضره، فأصل التقوى: أن يجعل الإنسان بينه وبين ما يخافه ويحذره وقاية وقال نظام الدين النيسابوري شارحًا معنى المتقي: وهو اسم فاعل من وقاه فاتقى. والوقاية فرط الصيانة، وهذه الدابة تقي من وجئها إذا أصابها طلع من غلظ الأرض ورقة الحافر فهو يقي حافره أن يصيبه أدنى شي.
أما المعنى الشرعي: فعل ما أمر الله به، وترك مانهى الله عنه.
و عرفت على انها «وقاية النفس من عصيان أوامر الله ونواهيه وما يمنع رضاه» أو «حفظ النفس حفظاً تاماً عن الوقوع في المحظورات بترك الشبهات» فقد قيل: «وَمَنْ أَخَذَ بِالشُّبهاتِ وَقَعَ فِي المُحَرَّماتِ وَهَلَكَ مِنْ حَيْثُ لا يَعْلَمُ»، «فَمَنْ رَتَعَ حَوْلَ الحِمى أوشكَ أَنْ يَقَعَ فيهِ»

## حكم التقوى
التقوى واجب ديني عند المسلمين وقد دلت نصوص كثيرة من القرآن وسنة النبي محمد وكلام علماء المسلمين المتأخرين والمتقدمين على اختلاف مذاهبهم على ذلك وتوصف بأنها أوجب الواجبات ففي القرآن يخبر الله تعالى أنه وصى الأولين والآخرين، أهل الكتب السابقة واللاحقة بالتقوى بقوله: ﴿وَلِلَّهِ مَا فِي السَّمَاوَاتِ وَمَا فِي الْأَرْضِ وَلَقَدْ وَصَّيْنَا الَّذِينَ أُوتُوا الْكِتَابَ مِنْ قَبْلِكُمْ وَإِيَّاكُمْ أَنِ اتَّقُوا اللَّهَ وَإِنْ تَكْفُرُوا فَإِنَّ لِلَّهِ مَا فِي السَّمَاوَاتِ وَمَا فِي الْأَرْضِ وَكَانَ اللَّهُ غَنِيًّا حَمِيدًا ۝١٣١﴾ [النساء:131] ولقد وصف أهل العلم هذه الآية بأنها رحى آي القرآن كله؛ لأن جميعه يدور عليها، والنبي محمد قد أمر بالتقوى، فعن أبي ذر  قال: قال لي رسول الله ﷺ: «اتَّقِ الله حيثما كنت»، وقال ابن تيمية: «والتقوى واجبة على الخلق، وقد أمر الله بها ووصى بها في موضع، وذم من لا يتقي الله ومن استغنى عن تقواه توعده».

## من أقوال الصحابة والعلماء في التقوى
سأل عمر بن الخطاب أبي بن كعب  عن التقوى فقال: هل أخذت يوماً طريقاً ذا شوك؟ قال: نعم. قال: فما عملت فيه؟ قال: تشمَّرت وحذرت. قال: فذاك التقوى.
وجاء أن رجل قال لأبي هريرة: ما التقوى؟ قال: «أخذت طريقا ذا شوك؟ قال: نعم قال: فكيف صنعت؟ قال: إذا رأيت الشوك عدلت عنه أو جاوزته أو قصرت عنه قال: ذاك التقوى»
وقيل: « التقوى هي الخوف من الجليل، والعمل بالتنزيل، والقناعة بالقليل، والاستعداد ليوم الرحيل».
أخذ أبن المعتز هذا المعاني فصاغها بقوله:
خل الذنوب صغيرها وكبيرها فهو التقى
واصنع كماشٍ فوق أرض الشوك يحذر ما يرى
لا تحقرن صغيرة إن الجبال من الحصى
وقال أبو السعود في تفسيره «التقوى: كمال التوقي عما يضره في الاخرة»
وقال عبد الرحمن المباركفوري:«المتقي: من يترك ما لا بأس به خوفا مما فيه بأس»

## درجات التقوى
وهي عند ابن جزي خمس: أن يتقي العبد الكفر، وذلك مقام الإسلام، وأن يتقي المعاصي، والحرمات، وهو مقام التوبة، وأن يتقي الشبهات، وهو مقام الورع، وأن يتقي المباحات وهو مقام الزهد وأن يتقي حضور غير الله على قلبه وهو مقام المشاهدة
وجاء في حديث عن الإمام جعفر الصادق: «التقوى على ثلاثة أوجه تقوى بالله في الله وهو ترك الحلال فضلا عن الشبهة وهو تقوى خاص الخاص وتقوى من الله وهو ترك الشبهات فضلا عن حرام وهو تقوى الخاص وتقوى من خوف النار والعقاب وهو ترك الحرام وهو تقوى العام»
وعليه فالتقوى عنده تنقسم إلى ثلاثة مراتب:
- تقوى العوام وهو ترك المحرمات خوفا من العقاب.
- تقوى الخواص وهو ترك الشبهات (أي التي قد تكون محرمة) إضافة إلى ترك المحرمات.
- تقوى خواص الخواص وهو ترك المباحات والشبهات

## التقوى في القرآن
التقوى تطلق في القرآن على عدد من الامور:
1. فتأتي بمعنى الطاعة والعبادة: كقوله تعالى: ﴿يَا أَيُّهَا الَّذِينَ آمَنُوا اتَّقُوا اللَّهَ حَقَّ تُقَاتِهِ وَلَا تَمُوتُنَّ إِلَّا وَأَنْتُمْ مُسْلِمُونَ ۝١٠٢﴾ [آل عمران:102].
2. وتأتي بمعنى الخشية والهيبة كقوله تعالى: ﴿وَإِيَّايَ فَاتَّقُونِ ۝٤١﴾ [البقرة:41].
3. وجاءت بمعنى التنزه عن الذنوب وهو معناها اصطلاحاً، كما في قول الله : ﴿وَمَنْ يُطِعِ اللَّهَ وَرَسُولَهُ وَيَخْشَ اللَّهَ وَيَتَّقْهِ فَأُولَئِكَ هُمُ الْفَائِزُونَ ۝٥٢﴾ [النور:52].

وقال ابن رجب: تارة تضاف التقوى إلى اسم الله كقوله تعالى: ﴿وَاتَّقُوا اللَّهَ الَّذِي إِلَيْهِ تُحْشَرُونَ ۝٩٦﴾ [المائدة:96] فيقصد منها اتقاء سخط الله وغضبه وهو أعظم مايتقى، وتارة تضاف إلى عقاب الله كقوله تعالى: ﴿وَاتَّقُوا النَّارَ الَّتِي أُعِدَّتْ لِلْكَافِرِينَ ۝١٣١﴾ [آل عمران:131].

## منزلة التقوى
كان سلف امة المسلمين يتواصون بالتقوى فعن عبد الله بن عكيم قال خطبنا أبو بكر  عنه فحمد الله وأثنى عليه ثم قال: أوصيكم بتقوى الله
وكان علي بن أبي طالب  إذا بعث سرية ولى أمرها رجلاً فقال: «أوصيك بتقوى الله الذي لابد لك من لقائه»

## التقوى عندالشيعةوخطبة المتقين
خطبة المتقين: هي إحدى خطب علي بن أبي طالب في نهج البلاغة. خطبها حين طلب منه همام وهو من خُلّص شيعته وعُبّادهم أن يصف المتقين فأجابه إلى ذلك، وبدأ يصف المتقين من حيث سلوكهم الفردي والاجتماعي والعبادي. وما أن أتم خطبته حتى خرّ الرجل صريعا لشدّة تأثره بالخطبة.
وجاء في نهج السعادة كلام لعلي رضي الله عنه يخاطب به الموتى لما أشرف على القبور ومعه كميل بن زياد يقول كميل:«خَرَجْتُ مَعَ علي بن أبي طالب رضي الله عنه، فَلَمَّا أَشْرَفَ عَلَى الْجَبَّانِ الْتَفَتَ إِلَى الْمَقْبَرَةِ، فَقَالَ : يَا أَهْلَ الْقُبُورِ ! يَا أَهْلَ الْبَلَاءِ ! يَا أَهْلَ الْوَحْشَةِ ! مَا الْخَبَرُ عِنْدَكُمْ ؟ فَإِنَّ الْخَبَرَ عِنْدَنَا : قَدْ قُسِّمَتِ الْأَمْوَالُ، وَأُوتِمَتِ الْأَوْلَادُ، وَاسْتُبْدِلَ بِالْأَزْوَاجِ، فَهَذَا الْخَبَرُ عِنْدَنَا، فَمَا الْخَبَرُ عِنْدَكُمْ ؟
ثُمَّ الْتَفَتَ إِلَيَّ، فَقَالَ : يَا كُمَيْلُ ! لَوْ أُذِنَ لَهُمْ فِي الْجَوَابِ، لَقَالُوا :﴿فَإِنَّ خَيْرَ الزَّادِ التَّقْوَى﴾[البقرة 197] ثُمَّ بَكَى وَقَالَ لِي :يَا كُمَيْلُ ! الْقَبْرُ صُنْدُوقُ الْعَمَلِ، وَعِنْدَ الْمَوْتِ يَأْتِيكَ الْخَبَرُ».

## التقوى عندالصوفية
جاء في بيان مقام التقوى من كتاب المقامات السنية للسادة الصوفية لمؤلفه محمد وفا بحر الصفا:
أن التقوى: هي حصر الهفوات النفسانية بضابط القوانين الشرعية.
وحقيقتها: رفع العقل المعيشي ميزان الشرع لاعتبار النقص والزيادة.
وغايتها: إخراج أضغان النفس وردعها عن الدعاوى المكدرة لصفاء جوهر القربات.
وقد قال جلال الدين الرومي شارحاً «إن امتلاك المعرفة الباطنية هو روح (الشرع) والتقوى، وأن المعرفة الروحية هي ثمرة الجهد الزهدي السابق... وهي (الروحية) كل من الأمر بالاستقامة والاستقامة بحد ذاتها، هو الشارح واللغز»
وقد ظهر في أعمال سعدي وحافظ، الشاعرين الصوفيين الفارسيين، نوع آخر من عدم التركيز على التقوى الفردية، حيث وصفت التقوى بأنها نوع من الحالة الروحية المميزة لذوي القلب البارد من (للزاهد) والواعظين الشكليين.
ظهرت فضيلة التقوى بشكل أساسي، في كتابات الباطنية الفارسية لمدرسة القبراوي. وفي مفاهيمه البارزة للعقيدة الصوفية، ففي كتاب مرشد العباد يضع نجم الدين الرازي (ت. 654هـ/1256م) نيفاً وعشرين صفة من السمات التي يجب أن تميز المريد، وذلك التي حددت في الفصل المخصص "للأحوال، والسلوك ونوعية المريد", وهنا تظهر التقوى خامساً في كناية السلوك؛ كما يظهر تصور مشابه لمكانة التقوى في الأخلاق الصوفية في الكتاب الثالث من كشف الحقائق سر في أحوال عبور (السلوك) الطريق الباطني"